# Gare de Metz-Chambière
La gare de Metz-Chambière, anciennement gare de Metz-Abattoirs,  est une gare ferroviaire française de la ligne de Metz-Ville à Zoufftgen, située dans le quartier Chambière de la ville de Metz, préfecture du département de Moselle.
Mise en service en 1908 par la Direction générale impériale des chemins de fer d'Alsace-Lorraine (EL), elle est fermée au service voyageurs par la Société nationale des chemins de fer français (SNCF) mais toujours ouverte au service du fret.

## Situation ferroviaire

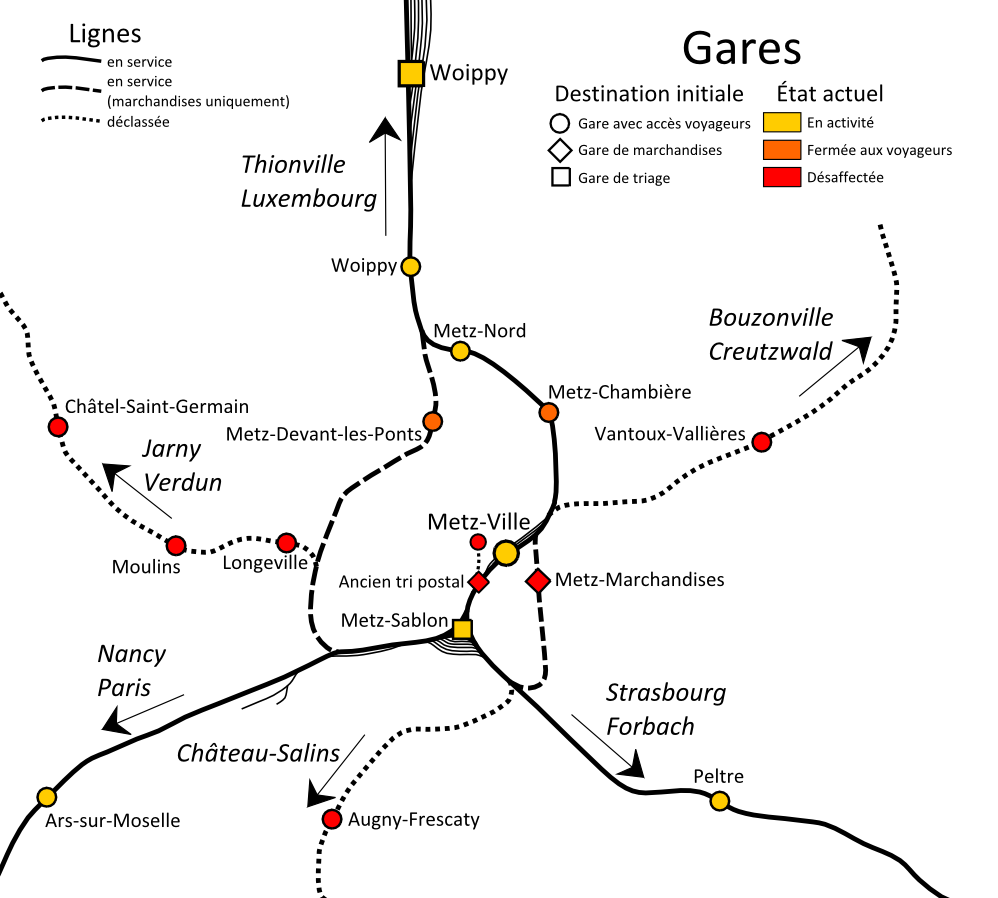
Plan du système ferroviaire de Metz.

Établie à 172 mètres d'altitude, la gare de Metz-Chambière est située au point kilométrique (PK) 156,838 de la ligne de Metz-Ville à Zoufftgen, entre les gares de Metz-Ville et de Metz-Nord.

## Histoire
En 1890, la ville de Metz est allemande et le gouvernement impérial souhaite y renforcer sa présence militaire. La gare de l'époque ne permettant pas de mouvements massifs de troupes à destination de Metz, il est décidé d'en construire une nouvelle, l'actuelle gare de Metz-Ville. Cette dernière devant être une gare de passage, la construction d'une nouvelle ligne est également prévue. Cette ligne relie Metz-Ville à Metz-Devant-lès-Ponts (au nord) et à Metz-Sablon (au sud). Deux haltes similaires sont implantées sur cette nouvelle ligne, la gare de Metz-Nord et celle de Metz-Chambière. L'architecture de ces deux haltes est sommaire, un bâtiment étant construit de part et d'autre du remblai de la voie.
La gare de Metz-Chambière est mise en service le 17 août 1908, par la Direction générale impériale des chemins de fer d'Alsace-Lorraine (EL), le même jour que l'actuelle gare de Metz-Ville. Elle porte alors le nom de Metz-Abattoirs car sa fonction principale est de desservir l'abattoir de Metz. Le bâtiment possède quelques décorations illustrant le rôle originel de la gare. Metz-Chambière prend ensuite de l'importance grâce à l'essor de la sidérurgie dans la vallée de la Moselle. Elle est alors utilisée par les ouvriers du quartier Chambière pour se rendre dans les usines voisines. 
Le ramassage en bus de ces derniers provoquera son déclin.
Le 19 juin 1919, la gare entre dans le réseau de l'Administration des chemins de fer d'Alsace et de Lorraine (AL), à la suite de la victoire française lors de la Première Guerre mondiale. Puis, le 1er janvier 1938, cette administration d'État forme avec les autres grandes compagnies la SNCF, qui devient concessionnaire des installations ferroviaires de Metz. Cependant, après l'annexion allemande de l'Alsace-Lorraine, c'est la Deutsche Reichsbahn qui gère la gare pendant la Seconde Guerre mondiale, du 1er juillet 1940 jusqu'à la Libération (en 1944 – 1945).
La gare ne voit plus aucun train s'arrêter depuis le milieu des années 1990. Les escaliers d'accès aux quais sont désormais murés et la végétation s'empare peu à peu de l'espace. L'ancien abattoir a déménagé au nouveau Port de Metz, ses murs attendent leur démolition depuis le départ du dépôt des TCRM rue des Intendants Joba le 29 mai 2013.

## Service des voyageurs
Gare fermée, les gares ouvertes les plus proches sont celles de Metz-Ville et de Metz-Nord

## Service du fret
La gare est ouverte au service du fret pour les trains entiers et les wagons isolés.
Le document de référence du réseau (DRR) pour l'horaire de service 2019 indique que la gare dessert une installation terminale embranchée (ITE).

## Galerie de photographies

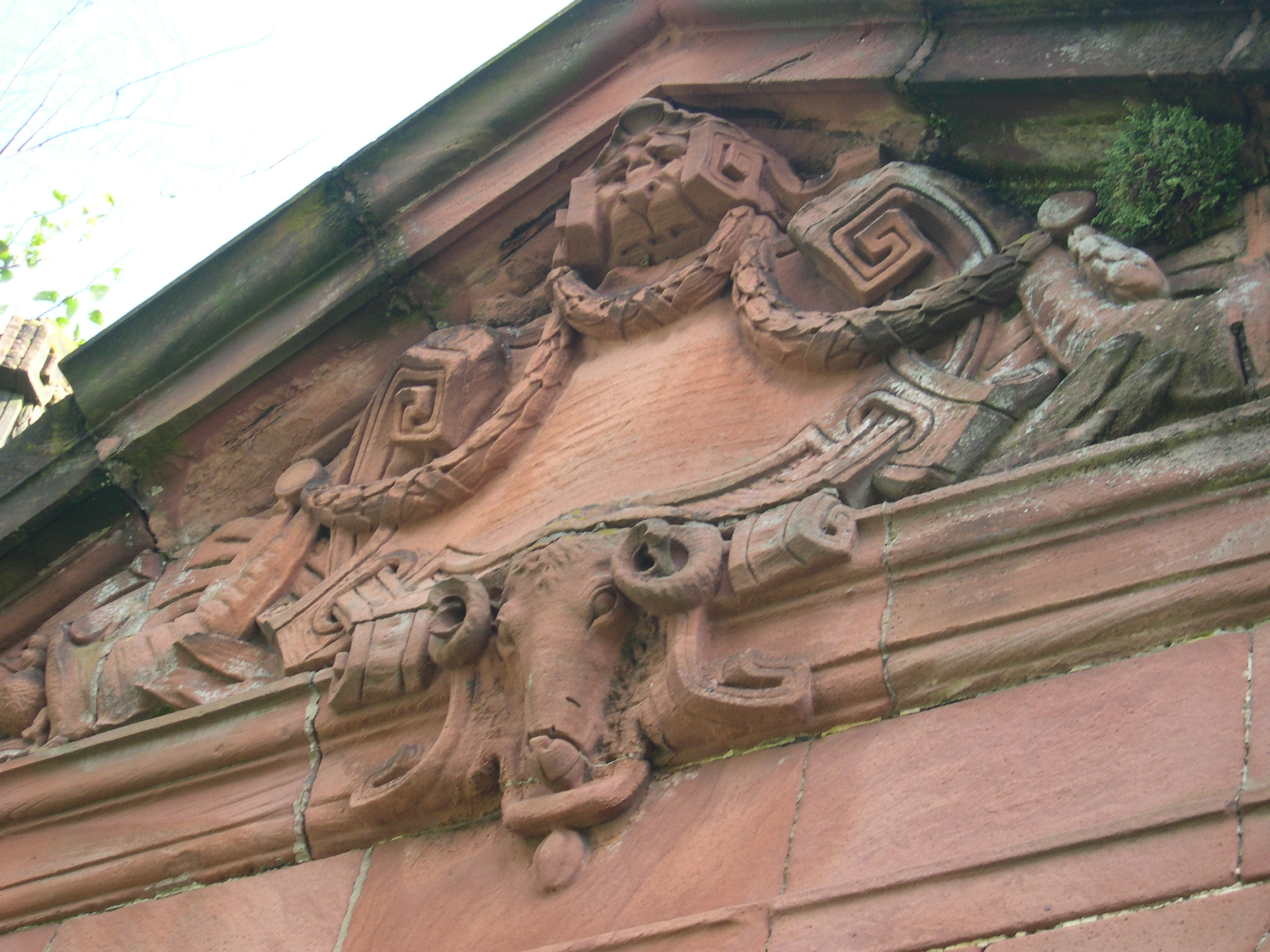
Tête d'animal sculptée sur le fronton du bâtiment voyageurs.
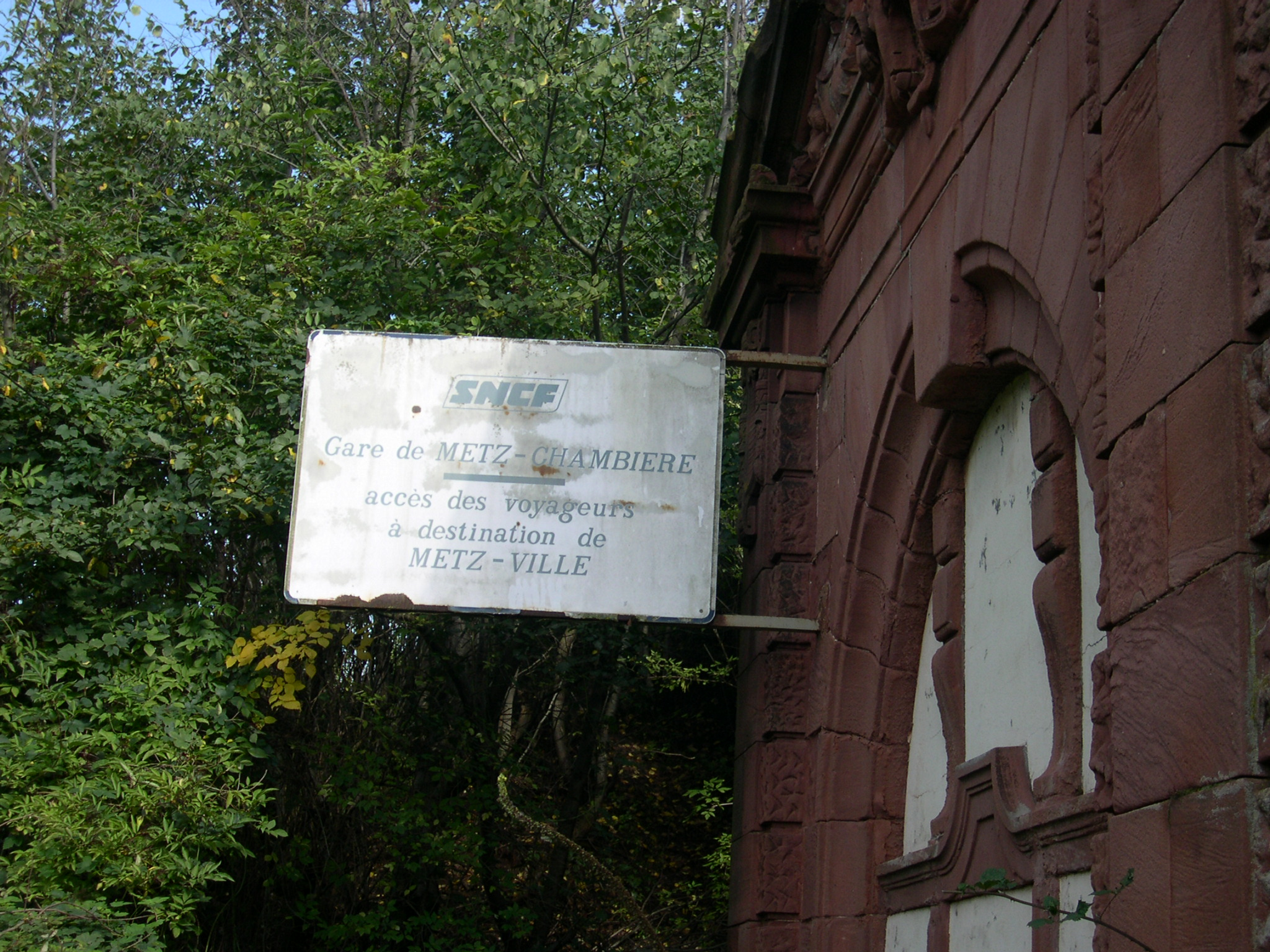
Ancienne enseigne de la SNCF.